# Refuge de Vens
Das Refuge de Vens ist eine Berghütte der Sektion Nice-Mercantour des Club Alpin Français in Frankreich im Département Alpes-Maritimes in der Region Provence-Alpes-Côte d’Azur. Sie befindet sich im Mercantour-Gebirge in der Gemeinde Saint-Étienne-de-Tinée. Von der Hütte aus hat man eine gute Sicht auf die großen Lacs de Vens.